# Aphis lithospermi
Aphis lithospermi är en insektsart som beskrevs av Wilson 1915. Aphis lithospermi ingår i släktet Aphis och familjen långrörsbladlöss. Inga underarter finns listade i Catalogue of Life.